# Magnus Minnesköld
Magnus Minnesköld, även Minnisköld  eller Månesköld, möjligen död 31 januari 1208 eller 17 juli 1210[källa behövs], var en svensk storman, herre till Bjälbo och Birger jarls far. Möjligen var han också lagman i Östergötland.[källa behövs] Han anges i Västgötalagens lagmanslängd som herre till Bjälbo i Östergötland.

## Tillnamn och möjliga vapen
Trots hans namn, vilket anses innehålla ordet sköld, är hans vapen okänt från källorna.
Ursprunget till tillnamnet (latiniserat ”Magnus Mijneskiold”) är omdiskuterat och det finns flera hypoteser till dess ursprung:
1. att namnet syftar på ordet ”minni” (minne),
2. att namnet skrevs Månesköld avseende ett påstående att han skulle ha fört ett vapen med en måne,[3][4]
3. att det, med stavningen Minnisköld, skall tolkas som mindre sköld.[2]

Svenskt biografiskt lexikon (SBL), och Svenskt Diplomatariums huvudkartotek över medeltidsbreven kallar honom Magnus minnesköld.. Även Dick Harrison nämner honom som Magnus Minnesköld. I Äldre Västgötalagens lagmanslängd skrivs tillnamnet på ett ställe Minneskioldz, på ett annat minniskiolz.
| Till vänster Eskil Magnussons vapen utan strängar och t.h. biskop Bengt Magnussons vapen med strängar. |  | Till vänster Eskil Magnussons vapen utan strängar och t.h. biskop Bengt Magnussons vapen med strängar. |
| Till vänster Eskil Magnussons vapen utan strängar och t.h. biskop Bengt Magnussons vapen med strängar. |  | |

Enligt Kaj Janzon har medeltidshistorikern Filip Liljeholm  kommit fram till att man heraldiskt skiljt åt Magnus minneskölds två barnkullar genom att komplettera folkungalejonet med balkar eller ginbalkar i den andra kullen.
Vapnet med ett gyllene lejon på tre strängar på blå sköld förekom med viss variation inom ätten, ofta med en tre gånger styckad (senare ibland ginstyckad) sköld, vilka återfinns som strängar bakom lejonet i Birger jarls sköld, och som bildar bakgrund till flera andra vapen med lejon inom Bjälboätten, och möjligen härleds ur ett vapen skall ha förts av flera medlemmar inom den Erikska ätten. Detta vapen med bara de tre strängarna, kan även ses på gravtäcket från Holmger Knutssons gravtäcke från 1400-talet, där täckets heraldiskt högra sköld visar tre smala bjälkar (strängar), vilka uppvisar likhet med en vapenbild på ett av Knut Långes mynt, och kunde ses och tecknas av, från en numera förstörd sarkofag i Sko över Holmger, med sistnämnda vapensköld på ena gaveln.    
Bjälboättens vapen är också än idag en del i Sveriges riksvapen med ett gyllene lejon ovanpå strömmar av silver i huvudsköldens andra och tredje fält.

## Biografi
Magnus Minnesköld var son till Bengt Snivil. Han är dels omnämnd i samtida brev som bror till jarlen (det vill säga Birger Brosa), dels av kung Magnus Birgersson, som i ett brev 1280 kallar honom farfar. Han är även omskriven som far till Eskil Magnusson i Västgötalagens lagmanslängd och Hakonarsagan. Även den senare utpekar honom som far till Birger jarl.
Han var bosatt på släktens gods Bjälbo, i nuvarande Mjölby kommun, Östergötland. Han uppges i olika källor som död 31 januari 1208, i slaget vid Lena. Andra uppgifter säger att han stupade i slaget vid Gestilren 17 juli 1210.

## Familj
Endast en hustru till Magnus, Ingrid Ylva, är känd till namnet, men eftersom hans son Eskil, lagman i Västergötland, uppträder så mycket tidigare (senast 1190-talet) än sonen Birger jarl (tidigast nämnd på 1230-talet, och enligt osteologiska undersökningar född omkring 1210) så har man utgått från att Magnus varit gift med en okänd kvinna innan henne. På heraldiska grunder har en till namnet okänd dotter, gift med Sigtrygg Bengtsson (Boberg), föreslagits vara född i det första äktenskapet, och sonen Bengt, biskop i Linköping, död 1237, i det andra. Han hade dessutom sonen Karl, Bengts företrädare på biskopsposten i Linköping, stupad 8 augusti 1220 i slaget vid Leal i Estland.

## Fiktion
Magnus förekommer i Jan Guillous romaner om Arn Magnusson som Magnus Månesköld. Där sägs han vara son till den fiktive Arn Magnusson och Cecilia Algotsdotter samt far till Birger jarl och Eskil Magnusson. Birger Brosa däremot sägs vara farbror till Arn och alltså Magnus farfars bror, istället för verklighetens bror. Enligt böckerna växer Magnus upp på Bjälbo med Birger Brosa som fadersgestalt. Magnus blir sedan upptagen i Folkungaätten som Birger Brosas fosterbror.